# طاووسک بیشه‌ای تالود
طاووسک بیشه‌ای تالود (نام علمی: Amaurornis magnirostris) یک پرنده آبزی آسیب‌پذیر در تیرهٔ یلوگان است.
این گونه به‌تازگی از جزیره کاراکِلَنگ (Karakelang) در جزایر تالود اندونزی توصیف شده است. در جنگل‌ها، بوته‌ها و کشتزارهای بیش‌رشد یافت می‌شود.